# Ekonomiczna analiza kary pozbawienia wolności
Ekonomiczna analiza kary pozbawienia wolności – jest jednym z elementów ekonomicznej analizy prawa, zajmuje się badaniem oddziaływania kary pozbawienia wolności na społeczeństwo pod względem ekonomicznym. Odpowiada na pytanie czy wraz ze wzrostem orzekania kary pozbawienia wolności zmniejsza się przestępczość w społeczeństwie, czy też przynosi skutek odwrotny, polegający na wzroście przestępczości.
Pozbawienie wolności, co do zasady przynosi cztery podstawowe korzyści społeczne:
1. Ukaranie – koncepcja „retrybutywizmu” stanowi, że sprawiedliwość wymaga karania sprawców proporcjonalnie do wagi popełnionego przez nich przestępstwa. Zróżnicowanie długości kary pozwala państwu na dostosowanie poziomu wstydu i osobistych kosztów uwięzienia ponoszonych przez przestępców do poziomu proporcjonalnego do wagi popełnionego przestępstwa.
2. Odstraszenie – wpływanie na psychikę sprawcy, aby jeszcze przed popełnieniem przestępstwa przemyślał swoje postępowanie i odstąpił od popełnienia czynu zabronionego ze względu na karę, jaka zostanie mu wymierzona w przypadku jego skazania.
3. Izolację – uwięziony sprawca nie jest w stanie popełnić żadnych przestępstw przeciwko osobom, które przebywają poza więzieniem. Nawet w przypadku kiedy więzienie nie jest w stanie ani resocjalizować, ani odstraszyć, pozbawienie wolności może redukować szeroko rozumianą przestępczość przez izolacje przestępców. Z przeprowadzonych w Stanach Zjednoczonych badań wynika, że około dwóch trzecich wszystkich ukaranych przebywa ponownie w więzieniu, dodatkowo od 25% do 50% sprawców jest zatrzymanych ponownie w ciągu bardzo krótkiego czasu po wyjściu na wolność, a dwie trzecie ponownie popełni przestępstwo podczas kolejnych trzech lat.[1] Według badania Brookings Institution, przestępcy stosujący przemoc, którzy często trafiają do więzienia, popełniają 12 poważnych przestępstw rocznie w trakcie pobytu na wolności (nie licząc przestępstw narkotykowych)[2].
4. Resocjalizację – zmiana przestępców do takiego stopnia, aby po ich zwolnieniu nie popełniali więcej żadnych przestępstw. W tym celu sprawcy mogą zdobyć odpowiednie umiejętności zawodowe, podnieść swoje kwalifikacje, a nawet dokończyć rozpoczętą wcześniej naukę.

Społeczne koszty kary pozbawienia wolności to:
1. bezpośredni koszt budowy więzienia,
2. utrzymanie więzienia,
3. koszty zatrudnienia personelu,
4. koszt alternatywny utraconej wydajności osób uwięzionych,
5. koszt utrzymania osób uwięzionych.